# 中極殿大學士
中極殿大學士，旧称華蓋殿大學士，为明朝、清朝内阁大学士之一，明朝為正五品衔。掌管奉陳規誨，點檢題奏，票擬批答等职位。
明朝初期，明太祖大興冤獄，誅殺功臣，洪武十三年（1380年），殺胡惟庸，罷中書省，廢除二千餘年來的丞相制度，直接由皇帝親統六部。但由於工作份量實在過於龐大，洪武十五年，朱元璋不得不設殿閣大學士，為皇帝顧問，一開始大學士並無實權，類似今日的秘書之職。之后明成祖朱棣、明宣宗等人逐渐倚重内阁，内阁权力遂大。
嘉靖时，華蓋殿改为中極殿。清朝改中極殿为中和殿。先后有巴哈纳、金之俊、冯铨、图海、巴泰等五人担任中和殿大學士。康熙二十年（1681年），图海死后无人担任。乾隆十三年十二月初四（1749年1月22日），定内阁大学士由四殿二阁以为三殿三阁，正式废除中和殿大學士的名号。
- 華蓋殿大學士：刘仲质、杨士奇、张瑛、陈循、徐有贞、李贤、万安、刘吉、徐溥、刘健、李东阳、焦芳、杨廷和、费宏、杨一清、张孚敬、李时、夏言、严嵩
- 中極殿大學士：严嵩、李春芳、高拱、张居正、申时行、赵志皋、沈一贯、方从哲、刘一燝、韩爌、叶向高、顾秉谦、孙承宗、黄立极、施凤来、张瑞图、李国𣚴、温体仁、吴宗达、周延儒、呂大器
- 中和殿大學士：巴哈纳、金之俊、冯铨、图海、巴泰